# Вилаорба (Удине)
Вилаорба је насеље у Италији у округу Удине, региону Фурланија-Јулијска крајина.
Према процени из 2011. у насељу је живело 646 становника. Насеље се налази на надморској висини од 68 м.